# Google Talk
El Google Talk era un programa informàtic de Google similar al Windows Live Messenger, utilitzat per a xatejar.

## Funcionament
Google Talk era un programa de missatgeria instantània i VoIP de protocol XMPP, desenvolupat per Google, que funcionava amb sistemes Windows. La versió beta va ser presentada el 24 d'agost de 2005. El servei estava disponible als usuaris de Gmail, que poden convidar a més usuaris amb les seves invitacions.

## Substitució per Hangouts
El 15 de maig de 2013, a l'event Google I/O, Vic Gundotra; va anunciar que Google Talk es passaria a dir Google Hangouts, mentre feia la seva presentació sobre la nova imatge de Google+. Aquell mateix dia també es va anunciar que la nova app estaria disponible per a Android, iOS i Web (a través de Chrome i Google+).